# Barbula subcalycina
Barbula subcalycina är en bladmossart som beskrevs av C. Müller 1868. Barbula subcalycina ingår i släktet neonmossor, och familjen Pottiaceae. Inga underarter finns listade i Catalogue of Life.